# Wietszyno
Wietszyno (deutsch Johannesthal) ist ein nicht mehr bewohnter Ort (Wüstung) in der Woiwodschaft Westpommern in Polen.

## Geographische Lage
Die Wüstung liegt in Hinterpommern, etwa 15 Kilometer südöstlich der Stadt Kołobrzeg (Kolberg) und drei Kilometer nordwestlich des Dorfes Karścino (Kerstin).

## Geschichte
Johannesthal war einst ein Vorwerk des Gutes Kerstin. Es war aus der einstigen Schäferei Jarmel des Kerstiner Gutes hervorgegangen, die 1773 zu einem Vorwerk ausgebaut wurde. Gleichzeitig setzte die Gutsherrschaft Gaudecker den neuen Namen Johannesthal fest.
Das Vorwerk Johannesthal gehörte lange Zeit zum Gutsbezirk Kerstin. Mit der Auflösung der Gutsbezirke in Preußen wurde es im Jahre 1928 in die Gemeinde Kerstin eingegliedert. Mit dieser gehörte es bis 1945 zum Landkreis Kolberg-Körlin im Regierungsbezirk Köslin der preußischen Provinz Pommern.
Nach Ende des Zweiten Weltkriegs  wurde Johannesthal 1945 wie ganz Hinterpommern unter polnische Verwaltung gestellt. Der Ort wurde anfangs in „Gorzeszewo“ umbenannt. Dieser Name war in Anlehnung an den Ortsnamen „Goressowe“ gebildet, der in einer Urkunde des Bischofs Hermann von Gleichen aus dem Jahre 1276 für ein später nicht mehr genanntes, wohl in dieser Gegend zu suchendes Dorf auftaucht. Später wurde der Ort aber in „Wietszyno“ umbenannt.
Der Ort liegt heute im Bereich der Gmina Karlino (Stadt- und Landgemeinde Körlin), die zum Powiat Białogardzki (Belgarder Kreis) in der Woiwodschaft Westpommern gehört. Der Ort bildete zeitweise ein eigenes Schulzenamt. Heute ist der Ort nicht mehr bewohnt und in das Schulzenamt Pobłocie Wielkie (Groß Pobloth) eingegliedert.
Kirchlich war Johannesthal vor 1945 in das evangelische Kirchspiel Kerstin im Kirchenkreis Belgard in der Kirchenprovinz Pommern der Kirche der Altpreußischen Union eingepfarrt.

## Entwicklung der Einwohnerzahlen
- 1816: 38 Einwohner[3]
- 1864: 52 Einwohner[3]
- 1885: 65 Einwohner[3]
- 1905: 63 Einwohner[3]
- 1925: 55 Einwohner[3]